# Kabinett Temer
Das Kabinett Temer bildete von 12. Mai 2016 bis zum 1. Januar 2019 die Regierung von Brasilien (portugiesisch: Governo do Brasil).
Sie beinhaltete im August 2016 24 Ministerien, alle mit Sitz in Brasília. Die diensthabenden Minister wurden am 9. Juni 2016 von Interimspräsident Michel Temer vereidigt. Die meisten Mitglieder gehörten der alteingesessenen Elite Brasiliens an. Im Kabinett Temer fanden sich Minister, die mit Skandalen zu kämpfen haben. Drei Minister waren in Ermittlungen zu Korruption bei der staatlichen Ölgesellschaft Petrobras verwickelt. Auch Temer selbst stand im Zusammenhang mit der Affäre im Zwielicht. Ab April 2017 wurde gegen neun der Minister durch den Bundesgeneralstaatsanwalt ermittelt.

## Regierungschef und Minister
| Organ                                                       | Ressort und Amtsträgerbezeichnung | Abkürzung   | Foto                               | Amtsinhaber | Partei |
| ----------------------------------------------------------- | --- | ----------- | ---------------------------------- | --- | ------ |
| Präsident                                                   | Präsident der Föderativen Republik Brasilien | PR          |                                    | Michel Temer (im Amt bis Neuwahl)                                                                                                 | PMDB   |
| Casa Civil da Presidência da República                      | Präsidialamtsleiter (Casa Civil) (Organ mit Ministerstatus, dem Präsidenten unterstellt)                                                                             | CC          |                                    | Eliseu Padilha | PMDB   |
| Ministério da Justiça e Segurança Pública                   | Justiz- und Sicherheitsminister (Minister der Justiz und Öffentlichen Sicherheit); zuvor Ministério da Justiça e Cidadania (Justiz- und Staatsbürgerschaftsminister) | MJ          |                                    | Alexandre de Moraes (bis 22. Februar 2017)                                                                                        | PSDB   |
| Ministério da Justiça e Segurança Pública                   | Justiz- und Sicherheitsminister (Minister der Justiz und Öffentlichen Sicherheit); zuvor Ministério da Justiça e Cidadania (Justiz- und Staatsbürgerschaftsminister) | MJ          |                                    | José Levi (7. Februar 2017 bis 7. März 2017)                                                                                      | -      |
| Ministério da Justiça e Segurança Pública                   | Justiz- und Sicherheitsminister (Minister der Justiz und Öffentlichen Sicherheit); zuvor Ministério da Justiça e Cidadania (Justiz- und Staatsbürgerschaftsminister) | MJ          |                                    | Osmar Serraglio (7. März 2017 bis 31. Mai 2017, Auswechslung vor Temers Anhörung zu den gegen ihn erhobenen Schmiergeldvorwürfen) | MDB    |
| Ministério da Justiça e Segurança Pública                   | Justiz- und Sicherheitsminister (Minister der Justiz und Öffentlichen Sicherheit); zuvor Ministério da Justiça e Cidadania (Justiz- und Staatsbürgerschaftsminister) | MJ          |                                    | Torquato Jardim (ab 31. Mai 2017)                                                                                                 | –      |
| Ministério da Defesa                                        | Verteidigung, Verteidigungsminister | MDN         |                                    | Raul Jungmann (bis 27. Februar 2018)                                                                                              | PPS    |
| Ministério da Defesa                                        | Verteidigung, Verteidigungsminister | MDN         |                                    | Joaquim Silva e Luna (ab 26. Februar 2018)                                                                                        | -      |
| Ministério das Relações Exteriores                          | Auswärtiges Außenminister | MRE         |                                    | José Serra (bis 22. Februar 2017)                                                                                                 | PSDB   |
| Ministério das Relações Exteriores                          | Auswärtiges Außenminister | MRE         |                                    | Marcos Bezerra Abbott Galvão (22. Februar 2017 bis 7. März 2017, kommissarisch)                                                   | -      |
| Ministério das Relações Exteriores                          | Auswärtiges Außenminister | MRE         |                                    | Aloysio Nunes (ab 7. März 2017)                                                                                                   | PSDB   |
| Ministério da Fazenda                                       | Finanzen, Finanzminister | MF          |                                    | Henrique Meirelles (bis 6. April 2018)                                                                                            | PSD    |
| Ministério da Fazenda                                       | Finanzen, Finanzminister | MF          | Eduardo Guardia (ab 6. April 2018) | |        |
| Ministério dos Transportes, Portos e Aviação Civil          | Verkehr, Häfen und Zivilluftfahrt, kurz: Verkehrsminister | MT          |                                    | Maurício Quintella Lessa (bis 2. April 2018)                                                                                      | PR     |
| Ministério dos Transportes, Portos e Aviação Civil          | Verkehr, Häfen und Zivilluftfahrt, kurz: Verkehrsminister | MT          |                                    | Valter Casimiro Silveira (ab 2. April 2018)                                                                                       | -      |
| Ministério da Agricultura, Pecuária e Abastecimento         | Landwirtschaft, Viehzucht und Versorgung, kurz: Landwirtschaftsminister                                                                                              | MAPA        |                                    | Blairo Maggi | PP     |
| Ministério da Educação                                      | Bildung, Bildungsminister | MEC         |                                    | José Mendonça Filho (bis 6. April 2018)                                                                                           | DEM    |
| Ministério da Educação                                      | Bildung, Bildungsminister | MEC         |                                    | Rossieli Soares (ab 10. April 2018)                                                                                               | -      |
| Ministério da Cultura                                       | Kultur, Kulturminister | MinC        |                                    | Marcelo Calero (bis 18. November 2016)                                                                                            | MDB    |
| Ministério da Cultura                                       | Kultur, Kulturminister | MinC        |                                    | Roberto Freire (23. November 2016 bis 22. Mai 2017)                                                                               | PPS    |
| Ministério da Cultura                                       | Kultur, Kulturminister | MinC        |                                    | João Batista de Andrade (22. Mai 2017 bis 16. Juni 2017, kommissarisch)                                                           | PPS    |
| Ministério da Cultura                                       | Kultur, Kulturminister | MinC        |                                    | Sérgio Sá Leitão (25. Juli 2017 bis 31. Dezember 2018)                                                                            | -      |
| Ministério do Trabalho                                      | Arbeit, Arbeitsminister | MTPS        |                                    | Ronaldo Nogueira (bis 27. Dezember 2017)                                                                                          | PTB    |
| Ministério do Trabalho                                      | Arbeit, Arbeitsminister | MTPS        |                                    | Cristiane Brasil (nominiert, Nominierungen nicht bestätigt)                                                                       | PTB    |
| Ministério do Trabalho                                      | Arbeit, Arbeitsminister | MTPS        |                                    | Helton Yomura (1. Januar 2018 bis 5. Juli 2017)                                                                                   | -      |
| Ministério do Trabalho                                      | Arbeit, Arbeitsminister | MTPS        |                                    | Caio Vieira de Mello (10. Juli 2018 bis 31. Dezember 2021)                                                                        | -      |
| Ministério do Desenvolvimento Social e Agrário              | Soziale und Ländliche Entwicklung, kurz Entwicklungsminister | MDA         |                                    | Osmar Terra (bis 6. April 2018)                                                                                                   | PMDB   |
| Ministério do Desenvolvimento Social e Agrário              | Soziale und Ländliche Entwicklung, kurz Entwicklungsminister | MDA         |                                    | Alberto Beltrame (ab 6. April 2018)                                                                                               | -      |
| Ministério da Saúde                                         | Gesundheit, Gesundheitsminister | MS          |                                    | Ricardo Barros (bis 1. April 2018)                                                                                                | PP     |
| Ministério da Saúde                                         | Gesundheit, Gesundheitsminister | MS          |                                    | Gilberto Occhi (ab 2. April 2018)                                                                                                 | PP     |
| Ministério da Indústria, Comércio Exterior e Serviços       | Industrie, Außenhandel und Dienstleistungen, kurz Industrieminister                                                                                                  | MDIC, MICES |                                    | Marcos Pereira (bis 3. Januar 2018)                                                                                               | REP    |
| Ministério da Indústria, Comércio Exterior e Serviços       | Industrie, Außenhandel und Dienstleistungen, kurz Industrieminister                                                                                                  | MDIC, MICES |                                    | Marcos Jorge de Lima (ab 4. Januar 2018)                                                                                          | PRB    |
| Ministério de Minas e Energia                               | Bergbau und Energie, Bergbau- und Energieminister | MME         |                                    | Fernando Coelho Filho (bis 6. April 2018)                                                                                         | PSB    |
| Ministério de Minas e Energia                               | Bergbau und Energie, Bergbau- und Energieminister | MME         |                                    | Moreira Franco (ab 6. April 2018)                                                                                                 | MDB    |
| Ministério do Planejamento, Orçamento e Gestão              | Planung, Haushalt und Verwaltung, Planungs-, Haushalts- und Verwaltungsminister                                                                                      | MPOG        |                                    | Romero Jucá (bis 23. Mai 2016) | MDB    |
| Ministério do Planejamento, Orçamento e Gestão              | Planung, Haushalt und Verwaltung, Planungs-, Haushalts- und Verwaltungsminister                                                                                      | MPOG        |                                    | Dyogo Oliveira (23. Mai 2016 bis 7. April 2018)                                                                                   | MDB    |
| Ministério do Planejamento, Orçamento e Gestão              | Planung, Haushalt und Verwaltung, Planungs-, Haushalts- und Verwaltungsminister                                                                                      | MPOG        |                                    | Esteves Colnago (ab 10. April 2018)                                                                                               | -      |
| Ministério da Ciência, Tecnologia, Inovações e Comunicações | Wissenschaft, Technologie, Innovation und Kommunikation, kurz Wissenschaftsminister                                                                                  | MCTI        |                                    | Gilberto Kassab | PSD    |
| Ministério do Meio Ambiente                                 | Umwelt, Umweltminister | MMA         |                                    | Sarney Filho (bis 6. April 2018)                                                                                                  | PV     |
| Ministério do Meio Ambiente                                 | Umwelt, Umweltminister | MMA         |                                    | Edson Duarte (ab 6. April 2018)                                                                                                   | PV     |
| Ministério do Esporte                                       | Sport, Sportminister | ME          |                                    | Leonardo Picciani (bis 6. April 2018)                                                                                             | PMDB   |
| Ministério do Esporte                                       | Sport, Sportminister | ME          |                                    | Leandro Cruz Fróes da Silva (ab 6. April 2018)                                                                                    | -      |
| Ministério do Turismo                                       | Tourismus, Tourismusminister | MTur        |                                    | Henrique Eduardo Alves (bis 16. Juni 2016)                                                                                        | MDB    |
| Ministério do Turismo                                       | Tourismus, Tourismusminister | MTur        |                                    | Alberto Alves (17. Juni 2016 bis 5. Oktober 2016, kommissarisch)                                                                  | -      |
| Ministério do Turismo                                       | Tourismus, Tourismusminister | MTur        |                                    | Marx Beltrão (5. Oktober 2016 bis 6. April 2018)                                                                                  | MDB    |
| Ministério do Turismo                                       | Tourismus, Tourismusminister | MTur        |                                    | Vinicius Lummertz (ab 10. April 2018)                                                                                             | –      |
| Ministério da Integração Nacional                           | Regionale Entwicklung Regionalminister | MI          |                                    | Helder Barbalho (bis 6. April 2018)                                                                                               | PMDB   |
| Ministério da Integração Nacional                           | Regionale Entwicklung Regionalminister | MI          |                                    | Pádua Andrade (ab 10. April 2018)                                                                                                 | -      |
| Ministério das Cidades                                      | Städte, Städteminister | MCidades    |                                    | Bruno Araújo (bis 13. November 207)                                                                                               | PSDB   |
| Ministério das Cidades                                      | Städte, Städteminister | MCidades    |                                    | Marco Aurélio de Queiroz Campos (13. November 2017 bis 22. November 2017, kommissarisch)                                          | -      |
| Ministério das Cidades                                      | Städte, Städteminister | MCidades    |                                    | Alexandre Baldy (ab 22. November 2017)                                                                                            | PP     |
| Ministério dos Direitos Humanos                             | Menschenrechte,Menschenrechtsminister | MDH         |                                    | Luislinda Valois (3. Februar 2017 bis 19. Februar 2018)                                                                           | PSDB   |
| Ministério dos Direitos Humanos                             | Menschenrechte,Menschenrechtsminister | MDH         |                                    | Gustavo do Vale Rocha (ab 20. Februar 2018)                                                                                       | -      |
| Ministério da Transparência, Fiscalização e Controle        | Transparenz, Steueraufsicht und Kontrolle, Transparenzminister Austausch mit Justizminister zum 28. Mai 2017                                                         | MTFC        |                                    | Fabiano Silveira (bis 30. Mai 2016)                                                                                               | -      |
| Ministério da Transparência, Fiscalização e Controle        | Transparenz, Steueraufsicht und Kontrolle, Transparenzminister Austausch mit Justizminister zum 28. Mai 2017                                                         | MTFC        |                                    | Carlos Higino Ribeiro de Alencar (30. Mai 2016 bis 1. Juni 2016)                                                                  | -      |
| Ministério da Transparência, Fiscalização e Controle        | Transparenz, Steueraufsicht und Kontrolle, Transparenzminister Austausch mit Justizminister zum 28. Mai 2017                                                         | MTFC        |                                    | Torquato Jardim (2. Juni 2016 bis 31. Mai 2017)                                                                                   | -      |
| Ministério da Transparência, Fiscalização e Controle        | Transparenz, Steueraufsicht und Kontrolle, Transparenzminister Austausch mit Justizminister zum 28. Mai 2017                                                         | MTFC        |                                    | Wagner Rosário (ab 31. Mai 2017)                                                                                                  | -      |
| Advocacia-Geral da União                                    | Generalstaatsanwalt | AGU         |                                    | Fábio Medina Osório (bis 9. September 2016)                                                                                       | -      |
| Advocacia-Geral da União                                    | Generalstaatsanwalt | AGU         |                                    | Grace Mendonça (ab 9. September 2016)                                                                                             | PSDB   |
| Secretaria de Governo da Presidência da República           | Regierungssekretariat, Kabinettschef (Staatssekretariat mit Ministerstatus, dem Präsidenten unterstellt)                                                             | SeGov       |                                    | Geddel Vieira Lima (Rücktritt zum 25. November 2016, in Haft seit 3. Juli 2017)                                                   | PMDB   |
| Secretaria de Governo da Presidência da República           | Regierungssekretariat, Kabinettschef (Staatssekretariat mit Ministerstatus, dem Präsidenten unterstellt)                                                             | SeGov       |                                    | Antônio Imbassahy (3. Februar 2017 bis 15. Dezember 2017)                                                                         | PSDB   |
| Secretaria de Governo da Presidência da República           | Regierungssekretariat, Kabinettschef (Staatssekretariat mit Ministerstatus, dem Präsidenten unterstellt)                                                             | SeGov       |                                    | Carlos Marun (15. Dezember 2017 bis 28. Dezember 2018)                                                                            | MDB    |
| Secretaria-Geral da Presidência da República                | Generalsekretär der Präsidentschaft | SGPR        |                                    | Moreira Franco (3. Februar 2017 bis 6. April 2018)                                                                                | MDB    |
| Secretaria-Geral da Presidência da República                | Generalsekretär der Präsidentschaft | SGPR        |                                    | Joaquim Oliveira (6. April 2018 bis 28. Mai 2018, kommissarisch)                                                                  | -      |
| Secretaria-Geral da Presidência da República                | Generalsekretär der Präsidentschaft | SGPR        |                                    | Ronaldo Fonseca (ab 28. Mai 2018)                                                                                                 | PODE   |
| Gabinete de Segurança Institucional                         | Institutionelle Sicherheit (Organ mit Ministerstatus, dem Präsidenten unterstellt)                                                                                   | GSI         |                                    | Sérgio Etchegoyen | –      |
| Banco Central do Brasil                                     | Zentralbank von Brasilien (Organ mit Ministerstatus, nicht direkt dem Präsidenten unterstellt)                                                                       | BC          |                                    | Ilan Goldfajn | –      |